# 埃文鎮區 (堪薩斯州科菲縣)
埃文鎮區（英語：Avon Township）為美國堪薩斯州科菲縣轄下的鎮區。2010年美国人口普查中該鎮區人口有180人。

## 地理
埃文鎮區涵蓋面積80.44平方（31.06平方英里），境內無城市設立。

### 墓園
根據美國地質調查局的資料，此鎮區擁有5座墓園：
- 阿爾塔蒙特墓園（Altamont Cemetery）
- 森特希爾墓園（Center Hill Cemetery）
- 普萊森特希爾墓園（Pleasant Hill Cemetery）
- 奎斯林墓園（Quisling Cemetery）
- 聖約翰斯墓園（Saint Johns Cemetery）

### 溪流
通過此鎮區的溪流有：
- 巴傑溪（Badger Creek）
- 斯科特溪（Scott Creek）
- 西爾弗溪（Silver Creek）
- Tauckett溪

## 人口統計
根據2010年美國人口普查，埃文鎮區人口有180人，住房83戶，人口密度為2.24人/每平方公里。此鎮區居民之種族中，白人佔98.89%，非裔美國人佔0%，美洲原住民佔0%，亞裔美國人佔0%，太平洋島裔美國人佔0%，其他種族佔0%，混血種族則佔1.11%。而西班牙裔或拉丁裔美國人佔此鎮區人口的0.56%。

## 外部連結
- City-Data.com （页面存档备份，存于）